# Engganodrossel
Die Engganodrossel (Geokichla leucolaema) ist eine wenig erforschte Singvogelart aus der Familie der Drosseln (Turdidae). Sie ist auf der Insel Enggano vor der Südwestküste Sumatras endemisch. Sie wurde eine Zeitlang in die Gattung der Erddrosseln (Zoothera) gestellt und galt bis 2004 als Unterart der Rostkappendrossel (Geokichla interpres).

## Merkmale
Die Engganodrossel erreicht eine Körperlänge von 16 bis 18,5 cm. Stirn, Oberkopf und Obermantel sind rostocker. Die übrige Oberseite und der Bürzel ist olivocker. Die Schwungfedern sind mittelbraun. Die mittleren Flügeldecken sind schieferbraun mit weißen Spitzen. Die Zügel und das Gesicht sind schwarz. Kehle und Kinn sind weiß. Die Oberbrust ist schwarz. Die Unterbrust und die Flanken sind durch ein schwarzweißes Schuppenmuster charakterisiert. Der Bauch und die Unterschwanzdecken sind weiß. Die hinteren Flanken sind dunkel rötlich braun. Der Schnabel ist schwarz. Die Beine sind gelb oder hell bräunlich-fleischfarben. Die Jungvögel ähneln den Altvögeln, Oberkopf und Rücken sind bei ihnen jedoch mehr kastanienfarben mit hellen Schaftstreifen. Die Flügelflecken sind rost-gelbbraun. Die Unterseite ist rost-gelbbraun mit einer rostfarbenen und schwärzlichen Fleckung, die ein partielles Brustband formt. Die Bauchmitte ist weißlich.

## Lautäußerungen
Der Gesang erinnert an den Bettelruf eines Jungvogels. Er ist schneller und vielfältiger als der der Rostkappendrossel.

## Lebensraum und Lebensweise
Die Engganodrossel bewohnt den Regenwald. Sie ist ein Standvogel und reviertreu. Mehr ist über ihre Lebensweise nicht bekannt.

## Status
Die IUCN listet die Engganodrossel auf der Vorwarnliste (near threatened).